# Bejt ha-Emek
Bejt ha-Emek (hebrejsky בֵּית הָעֵמֶק, doslova „Dům údolí“, v oficiálním přepisu do angličtiny Bet HaEmeq, přepisováno též Beit HaEmek) je vesnice typu kibuc v Izraeli, v Severním distriktu, v Oblastní radě Mate Ašer.

## Geografie
Leží v nadmořské výšce 20 metrů na pomezí intenzivně využívané a hustě osídlené Izraelské pobřežní planiny a západních okrajů svahů Horní Galileji, cca 6 kilometrů od břehů Středozemního moře a 12 kilometrů od libanonských hranic. Jižně od vesnice začíná v mělkém údolí vádí Nachal Zoch. Na jeho protější straně stojí pahorek Tel Emek.
Obec se nachází 6 kilometrů jihovýchodně od města Naharija, cca 105 kilometrů severoseverovýchodně od centra Tel Avivu a cca 22 kilometrů severovýchodně od centra Haify. Bejt ha-Emek obývají Židé, přičemž osídlení v tomto regionu je smíšené. V pobřežní nížině převládají židovská sídla. Na východní a jihovýchodní straně od kibucu začínají oblasti, které obývají izraelští Arabové, například město Abu Sinan jen cca 2 kilometry od Bejt ha-Emek.
Bejt ha-Emek je na dopravní síť napojen pomocí severojižní tepny dálnice číslo 70.

## Dějiny
Bejt ha-Emek byl založen v roce 1949. Jeho název odkazuje na město Bét-emek připomínané zde v Bibli, Kniha Jozue 19,27 Jméno tohoto starověkého města se pak uchovalo v názvu arabské vesnice Amka, která stávala do roku 1948 cca 1 kilometr severovýchodně od dnešního Bejt ha-Emek a na jejímž místě pak vyrostl židovský mošav Amka.
Kibuc vznikl na místě zaniklé arabské vesnice Kuvajkat, která zde stávala do války za nezávislost v roce 1948. Křižáci ji nazývali Coket. Stála tu mešita a základní chlapecká škola postavená roku 1887. Roku 1931 měl Kuvajkat 789 obyvatel a 163 domů. Během války byla tato oblast roku 1948 ovládnuta židovskými silami a arabské osídlení zde skončilo. Zástavba vesnice pak byla zbořena s výjimkou drúzské svatyně Šejcha Abu Muhammada al-Kurajšiho.
Zakladateli kibucu byla skupina členů židovské mládežnické organizace ha-Bonim Dror z Maďarska. V roce 1952, kdy došlo k rozkolu v politické organizaci izraelských kibuců (viz článek kibuc), většina ze zakladatelské skupiny vesnici opustila a byla nahrazena novým osadnickým jádrem z řad židovských přistěhovalců z Velké Británie a Nizozemska.
Ekonomika kibucu je založena na zemědělství, podnikání a průmyslu. Kibuc prochází privatizací a kolektivní hospodaření je nahrazováno individuální výplatou mezd podle odvedené práce. V Bejt ha-Emek fungují zařízení předškolní péče. Základní škola je ve vesnici Kabri.

## Demografie
Obyvatelstvo kibucu Bejt ha-Emek je sekulární. Podle údajů z roku 2014 tvořili naprostou většinu obyvatel v Bejt ha-Emek Židé (včetně statistické kategorie "ostatní", která zahrnuje nearabské obyvatele židovského původu ale bez formální příslušnosti k židovskému náboženství).
Jde o menší sídlo vesnického typu s dlouhodobě stagnující populací, která ale od roku 2008 začala narůstat. K 31. prosinci 2014 zde žilo 489 lidí. Během roku 2014 populace klesla o 0,2 %.
| Rok            | 1961 | 1972 | 1983 | 1995 | 2001 | 2003 | 2004 | 2005 | 2006 | 2007 | 2008 | 2009 | 2010 | 2011 | 2012 | 2013 | 2014 |
| -------------- | ---- | ---- | ---- | ---- | ---- | ---- | ---- | ---- | ---- | ---- | ---- | ---- | ---- | ---- | ---- | ---- | ---- |
| Počet obyvatel | 152  | 326  | 533  | 469  | 443  | 440  | 447  | 446  | 439  | 438  | 472  | 480  | 493  | 511  | 481  | 490  | 489  |